# Jakob Pochlatko
Jakob Pochlatko (* 4. Dezember 1984 in Graz) ist ein österreichischer Filmproduzent. 
Seit 2016 ist er Geschäftsführer und Mehrheitsgesellschafter der Filmproduktionsgesellschaft Epo-Film.

## Leben

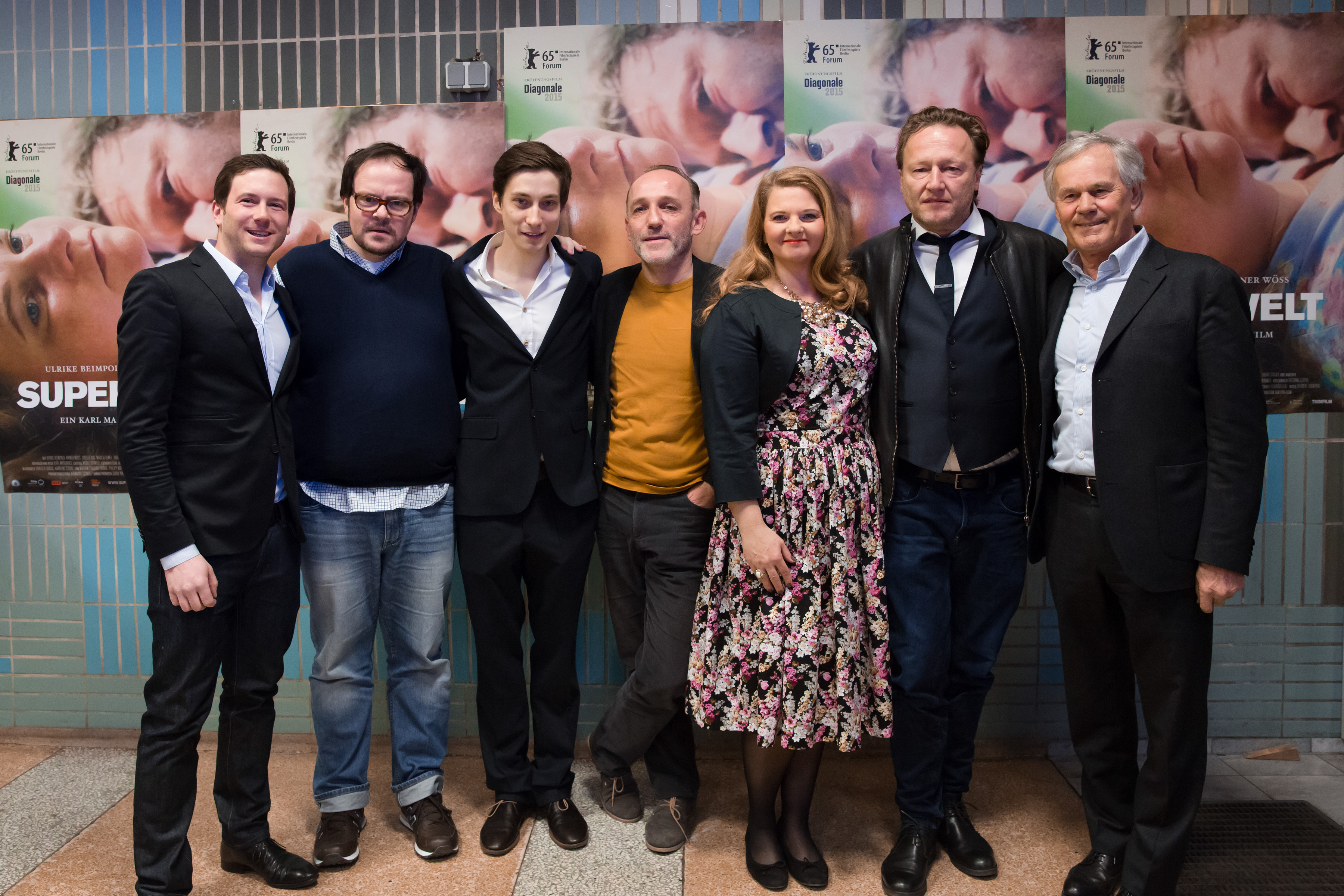
Jakob Pochlatko (links) mit Dieter Pochlatko (rechts), Regisseur Karl Markovics (Mitte) und den Darstellern bei der Wien-Premiere von Superwelt (2015)

Jakob Pochlatko wurde als Sohn des Filmproduzenten Dieter Pochlatko geboren. Nach der Matura 2003 in Graz begann er ein Studium der Rechtswissenschaften an der Universität Graz, das er 2010 mit einer Diplomarbeit über Urheberrechtliche Fragestellungen im europäischen Film unter besonderer Berücksichtigung der Cessio Legis-Regel in Österreich und der Auswirkungen der Urheberrechtsgesetz-Novelle 2005 als Magister abschloss.
Von 2009 bis 2011 war er in einer Rechtsanwaltssozietät in Wien tätig. 2012 stieg er bei der 1954 von seinem Großvater Erich Pochlatko gegründeten Filmproduktionsgesellschaft Epo-Film als Junior Producer ein, deren Geschäftsführer und Mehrheitsgesellschafter er 2016 wurde.
Seit 2013 ist er Vorstandsmitglied im Verein Audiovisuelle Medienproduzenten Austria (AMPA), seit 2015 Mitglied im Berufsgruppenausschuss Fernsehfilm und im Berufsgruppenausschuss Werbe-, Wirtschafts- und Bildungsfilm der Wirtschaftskammer Österreich (WKO). Seit 2017 ist er allgemein beeideter und gerichtlich zertifizierter Sachverständiger für Film-, Fernseh- und Kinowesen, seit 2018 gehört er dem Fachbeirat für Medien und Film der Stadt Graz an. Jakob Pochlatko ist außerdem Mitglied der Akademie des Österreichischen Films, bei der Generalversammlung im November 2021 wurde er unter den Präsidenten Verena Altenberger und Arash T. Riahi in den Vorstand der Akademie gewählt.
Sein Bruder ist der Filmregisseur Florian Pochlatko.

## Filmografie (Auswahl)
- 2013–2023: Universum History (Fernsehserie)
  - 2013: Gonsalvus – Die wahre Geschichte von 'Die Schöne und das Biest'
  - 2015: Luis Trenker – Ein Mann und seine Legenden
  - 2016: Margarethe Ottillinger – Die Frau, die zu viel wusste
  - 2023: Maria Theresias dunkle Seite – Die Vertreibung der Juden aus Prag
- 2013: Hoch hinaus (Fernsehdokumentation)
- 2014–2017: Universum
  - 2014: Ein Jahr im Zauberwald – Roseggers Waldheimat
  - 2014: Wildes Venedig
  - 2017: Wildes Istanbul
- 2015–2016: Menschen & Mächte
  - 2016: Geistesblitze – 650 Jahre Universität Wien
  - 2016: Not am Mann – Männerbilder im Wandel
- 2014: Waldes Lust – Der Maler von Kitzbühel (Fernsehdokumentation)
- 2014: Erika Pluhar: Trotzdem. Mein Leben. (Fernsehdokumentation)
- 2015: Unter Blinden: Das extreme Leben des Andy Holzer (Dokumentation)
- 2016: Bergfried
- 2016: Seit Du da bist (Koproduzent)
- 2016: Landkrimi – Drachenjungfrau (Produzent)
- 2017: Inspektor Jury spielt Katz und Maus (Koproduzent)
- 2017: Tatort: Virus (Produzent)
- 2017: Sie nannten ihn Spencer (Produzent)
- 2017: Wir töten Stella (Produzent)
- 2017: Stadtkomödie – Die Notlüge (Produzent)
- 2018: Alt, aber Polt (Produzent)
- 2018: Der Pass (Fernsehserie, Koproduzent)
- 2018: Inspektor Jury: Der Tod des Harlekins (Koproduzent)
- 2018: Der Trafikant (Produzent)
- 2018: Das Wunder von Wörgl (Produzent)
- 2019: Landkrimi – Das dunkle Paradies (Produzent)
- 2019: Tatort: Glück allein (Produzent)
- 2019: Nobadi (Produzent)
- 2019: Todesfrist – Nemez und Sneijder ermitteln (Koproduzent)
- 2021: Risiken und Nebenwirkungen
- 2021: Landkrimi – Flammenmädchen
- 2021: Stadtkomödie – Man kann nicht alles haben
- 2021: Klammer – Chasing the Line
- 2021: Die Ibiza Affäre (Fernsehserie)
- 2021: Todesurteil – Nemez und Sneijder ermitteln (Koproduzent)
- 2022: Der Tod kommt nach Venedig (Fernsehfilm)
- 2022: Serviam – Ich will dienen
- 2023: Ein ganzes Leben
- 2024: Tatort: Dein Verlust (Fernsehreihe)
- 2024: Crooks (Fernsehserie)
- 2024: Der Spitzname
- 2024: Der Vierer
- 2025: Mädchen Mädchen

## Auszeichnungen und Nominierungen
Romyverleihung 2019
- Auszeichnung in der Kategorie Bester TV-Film für Das Wunder von Wörgl[9]
- Auszeichnung in der Kategorie Beste TV-Serie für Der Pass
- Auszeichnung in der Kategorie Beste(r) ProduzentIn TV-Film für Der Pass

Romyverleihung 2022
- Nominierung in der Kategorie Bester Film TV/Stream für Landkrimi: Flammenmädchen[10]
- Nominierung in der Kategorie Bester Film TV/Stream für Klammer – Chasing the Line[10]